# Hohenlohisch
Als Hohenlohisch wird die oberdeutsche Mundart im nordöstlichen Baden-Württemberg bezeichnet. Hohenlohisch ist Teil der ostfränkischen Dialektgruppe. Die Landesgrenze zu Bayern ist hier keine Dialektgrenze, vielmehr wird im bayerischen Grenzgebiet mit eng verwandtem Einschlag gesprochen. Zum hohenlohischen Sprachgebiet werden üblicherweise der Landkreis Schwäbisch Hall, der Hohenlohekreis und das Gebiet des ehemaligen Landkreises Mergentheim (heute im Main-Tauber-Kreis aufgegangen) gerechnet. In jüngster Zeit wird der Raum Bad Mergentheim fälschlicherweise auch dem tauberfränkischen Dialektgebiet zugeordnet, wohl aufgrund der Zugehörigkeit zum Main-Tauber-Kreis. Gravierende Unterschiede gibt es zwischen diesen Dialekträumen jedoch nicht.

## Charakteristik
Der Begriff hohenlohisch leitet sich vom Adelsgeschlecht der Hohenlohe ab, die in mehreren kleineren Fürstentümern in der nach diesem Geschlecht bezeichneten Landschaft Hohenlohe geherrscht haben. Hohenlohe kam zu Beginn des 19. Jahrhunderts überwiegend zu Württemberg, zu einem kleineren Teil zu Bayern (Schillingsfürst). Erst im Laufe der letzten Jahrzehnte hat sich der Begriff hohenlohisch auch zur Mundartbezeichnung entwickelt.
Innerhalb dieses Dialektgebietes gibt es deutliche Unterschiede, nicht nur in der Aussprache besonders von Vokalen und des s-Lautes ([⁠s⁠] oder [⁠ʃ⁠]), sondern oftmals auch im benutzten Vokabular. So ist die Mundart im Altkreis Crailsheim der im Raum Ansbach gesprochenen Mundart näher, Folge wohl auch der früheren politischen Zugehörigkeit. Noch um 1900 nämlich nannten und fühlten sich die Crailsheimer nicht als Hohenloher, sondern als Ansbacher, weil ihr Gebiet bis 1810 über Jahrhunderte zum hohenzollerischen Fürstentum Ansbach gehörte. Auch zwischen Kocher- und Jagsttal lassen sich nicht unbeträchtliche mundartliche Unterschiede feststellen. Zuweilen ändert sich die Mundart auch von einem Dorf zum nächsten deutlich. Alles in allem variiert die hohenlohische Sprache regional viel stärker als etwa die schwäbische Mundart.
Da zur Zeit der Französischen Revolution französische Truppen in Hohenlohe lagerten, gibt es im Hohenlohischen einige französische Lehnwörter, unter anderem malad.
Seit der Zugehörigkeit zu Württemberg im Rahmen der sogenannten napoleonischen Flurbereinigung (Säkularisation und Mediatisierung 1803 bis 1810) steht der Hohenloher Dialekt unter starkem Anpassungsdruck durch das Schwäbische, da große Teile der Honoratioren (Pfarrer, Lehrer, Beamte) aus dem Schwäbischen kommen, weshalb insbesondere im Raum Schwäbisch Hall (bis 1934 amtlich nur Hall) der alte hällisch-fränkische Dialekt immer mehr vom Schwäbischen verdrängt wird. Man kann oft beobachten, dass Hohenloher beim Reden mit Fremden nicht etwa ins Hochdeutsche verfallen, sondern das sogenannte Honoratiorenschwäbisch bemühen. Im Gegensatz etwa zu den Altbaiern und Schwaben zeigen die Hohenloher ein sehr schwaches Selbstbewusstsein im Sprachlichen und empfinden ihren Dialekt oftmals als „Bauernsprache“. Dazu beitragen dürfte neben der Dominanz der schwäbischen „Staatssprache“ in Württemberg auch, dass der Hohenloher Dialekt im Gegensatz zum Bairischen und Schwäbischen in Funk und Fernsehen fast gar nicht präsent ist. Insbesondere in den Gebieten mit einem höheren Anteil Zugezogener hat sich teilweise der Gebrauch einer süddeutschen standardisierten Umgangssprache eingebürgert, die mit dem Hohenlohischen wenig zu tun hat.

## Literatur und Musik

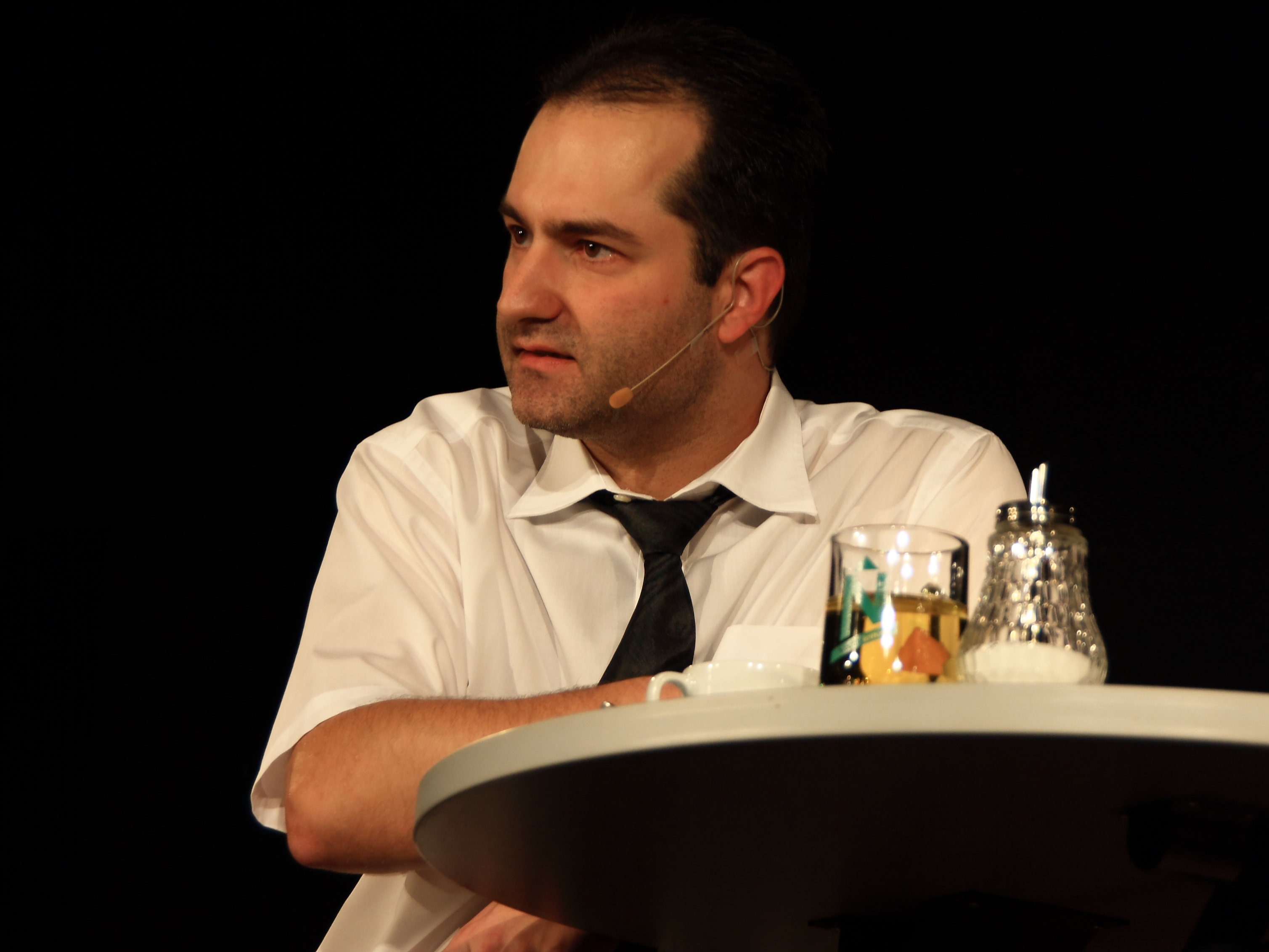
Gerd Ferz mit dem Programm Auszeit im KULT Niederstetten, 2013

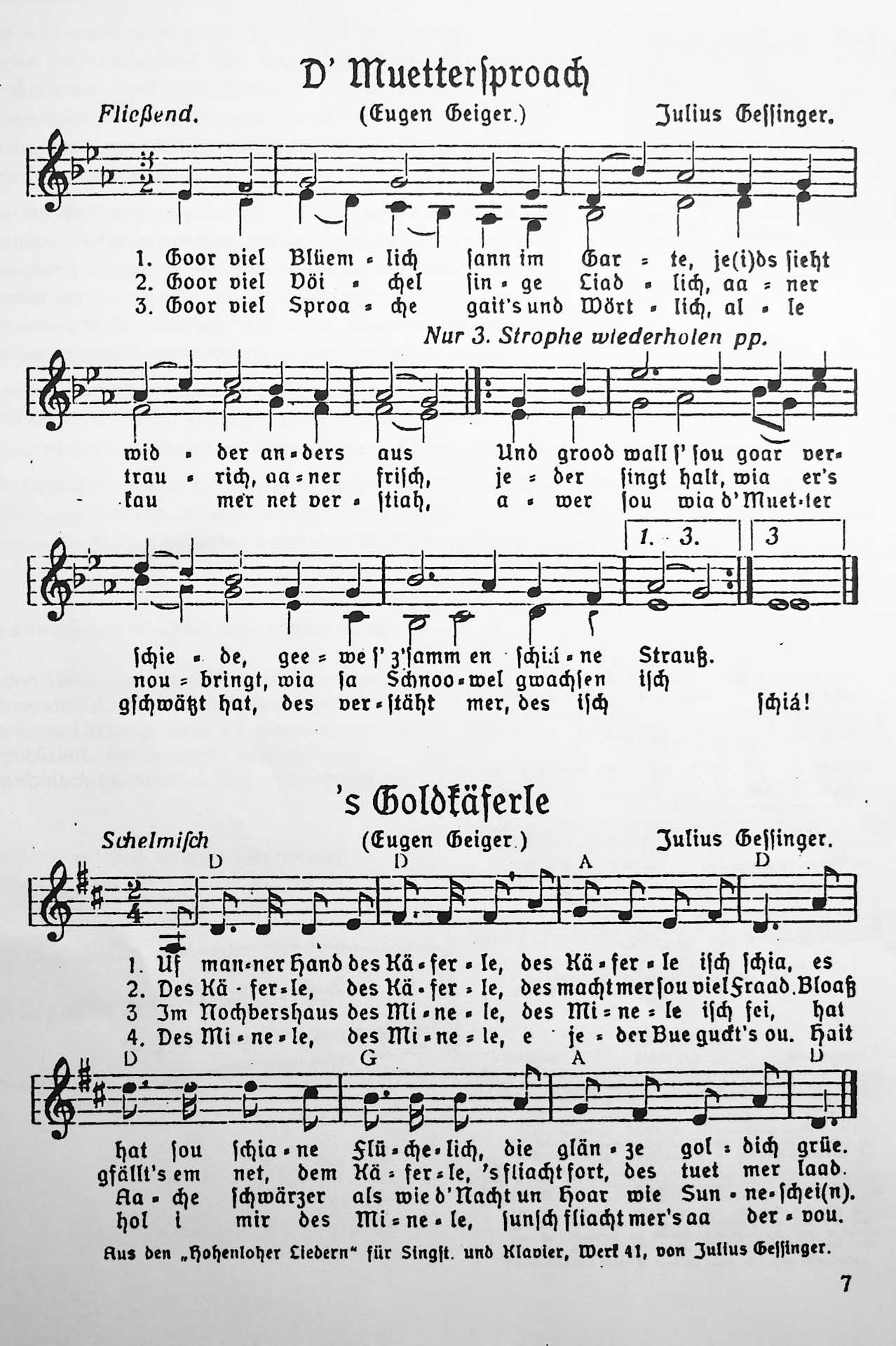

### Ortsnamen

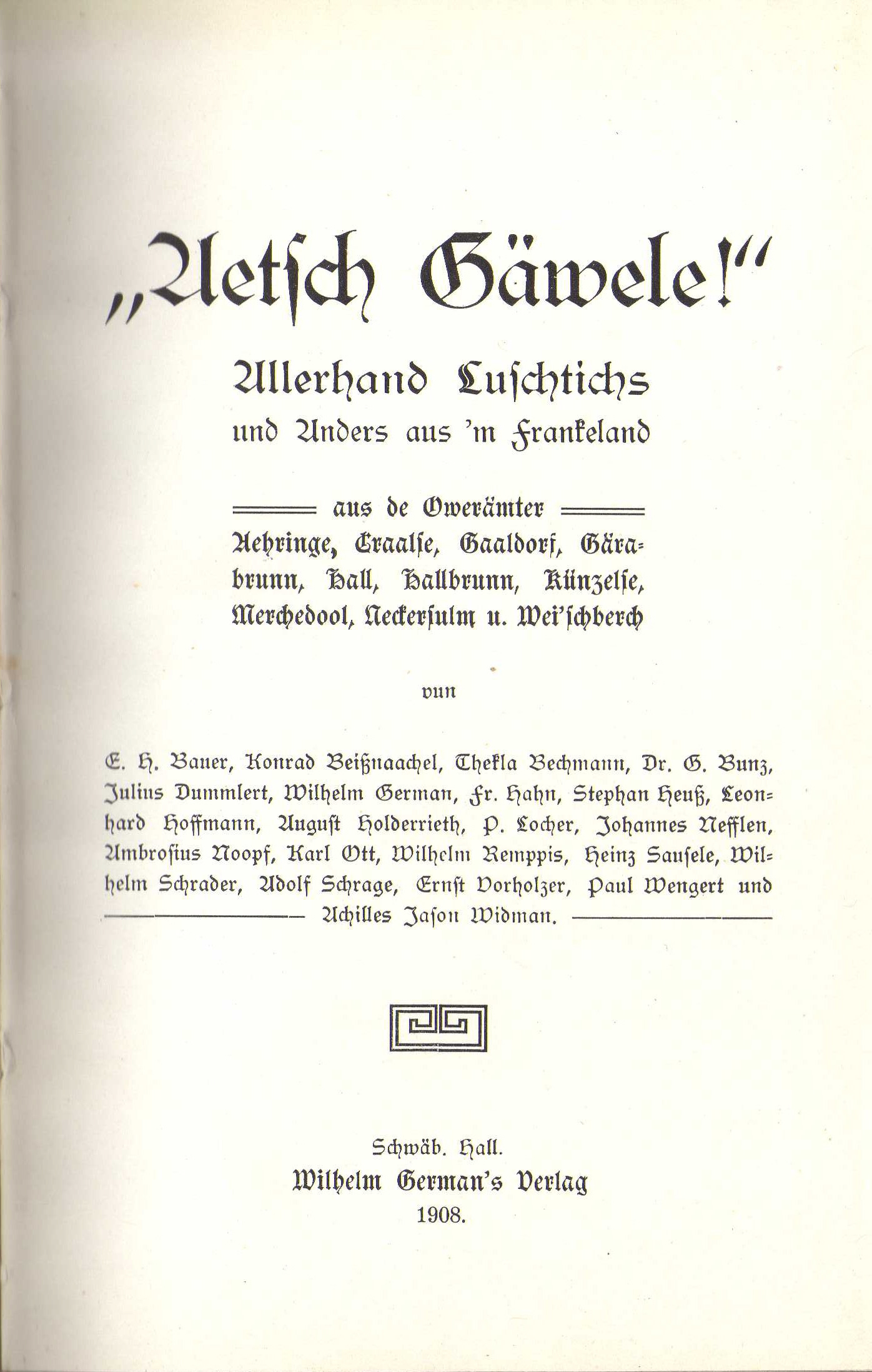
„Aetsch Gäwele!“ Allerhand Luschtichs und Anders aus ’m Frankeland aus de Owerämter Aehringe [Öhringen], Craalse [Crailsheim], Gaaldorf [Gaildorf], Gärabrunn [Gerabronn], Hall, Hallbrunn [Heilbronn], Künzelse [Künzelsau], Merchedool [Bad Mergentheim], Neckersulm [Neckarsulm] und Wei’schberch [Weinsberg]. Titelblatt eines Buches aus dem Jahr 1908.